# Mae Busch
Mae Busch (18 de junio de 1891 – 20 de abril de 1946) fue una actriz australiana, activa tanto en el cine mudo como en el sonoro de los primeros años de Hollywood. Al final de su carrera trabajó en muchas comedias de el Gordo y el Flaco, interpretando con frecuencia a la mujer de Hardy.

## Carrera
Nacida en Melbourne, Australia, Busch era miembro de una familia dedicada a la música, pues su padre era director de la Orquesta Sinfónica de Melbourne y su madre cantante. En 1900 su familia emigró a los Estados Unidos, entrando ella en un convento para su educación. Tras su graduación, Busch decidió seguir la carrera teatral, actuando en diferentes obras y en el género del vodevil. 
Sus primeras actuaciones cinematográficas llegaron con los filmes The Agitator y The Water Nymph, ambos estrenados en 1912. En 1915 empezó a trabajar para Keystone Studios, actuando en cortometrajes cómicos. Sus escarceos con el jefe del estudio, Mack Sennett, acabaron con la relación sentimental que él tenía con la actriz Mabel Normand. Normand había sido amiga y mentora de Busch pero, debido a la situación con Senett, ambas acabaron enfrentadas.
En la cima de su carrera como actriz cinematográfica, Busch era conocida como la versátil vampiresa. Protagonizó películas como The Devil's Pass Key (1920) y Esposas frívolas (1923), ambas dirigidas por Erich von Stroheim, y The Unholy Three (1925), con Lon Chaney. Su carrera declinó abruptamente a partir de 1926, cuando dejó su contrato con Metro-Goldwyn-Mayer y sufrió una crisis nerviosa. Tras ello, hubo de actuar para estudios de mucho menor prestigio tales como Gotham y Tiffany Pictures, y se vio relegada a interpretar habitualmente papeles de reparto.
En 1927 recibió la oferta de hacer un primer papel en la comedia de Hal Roach Love 'em and Weep, empezando así una larga asociación con Stan Laurel y Oliver Hardy. En total actuó en 13 títulos de la pareja, siendo el último de ellos The Bohemian Girl, estrenado en 1936. A partir de ese año sus papeles a menudo no se reflejaban en los títulos de crédito. En total, actuó en aproximadamente unas 130 producciones entre 1912 y 1946.

## Vida personal
Busch se casó en tres ocasiones: primero con el actor Francis McDonald, entre 1915 y 1922; después con John Earl Cassell, desde 1926 a 1929; y finalmente con el ingeniero civil Thomas C. Tate, desde 1936 hasta la muerte de ella. No tuvo hijos.
Mae Busch falleció en 1946, a los 54 años de edad, en un sanatorio del Valle de San Fernando donde había permanecido ingresada cinco meses a causa de un cáncer de colon. Sus restos fueron incinerados y depositados en el Crematorio Chapel of the Pines, en Los Ángeles. Cuando en los años 1970 la asociación internacional de fanes de El Gordo y el Flaco descubrió que sus cenizas no habían sido reclamadas por nadie y continuaban allí almacenadas, pagó un funeral y sepultura. Por su contribución a la industria cinematográfica, a Busch se le concedió una estrella en el Paseo de la Fama de Hollywood, en el 7021 de Hollywood Boulevard.

## Selección de su filmografía
| Año  | Título                                       | Papel                     | Observaciones                                      |
| ---- | -------------------------------------------- | ------------------------- | -------------------------------------------------- |
| 1912 | The Water Nymph                              |                           | Otro título: The Beach Flirt                       |
| 1919 | The Grim Game                                | Ethel Delmead             |                                                    |
| 1920 | Her Husband's Friends (El amigo de su amigo) | Clarice                   |                                                    |
| 1922 | Foolish Wives (Esposas frívolas)             | Princesa Vera Petchnikoff |                                                    |
| 1922 | Brothers Under the Skin                      | Flo Bulger                |                                                    |
| 1923 | Souls for Sale (Almas en venta)              | Robina Teele              |                                                    |
| 1924 | Name the man                                 | Bessie Collister          |                                                    |
| 1924 | Bread                                        | Jeanette Sturgis          |                                                    |
| 1924 | Broken Barriers                              | Irene Kirby               |                                                    |
| 1924 | Married Flirts                               | Jill Wetherell            |                                                    |
| 1925 | The Unholy Three (El trío fantástico)        | Rosie O'Grady             |                                                    |
| 1927 | Love 'em and Weep                            | Antiguo amor              |                                                    |
| 1928 | While the City Sleeps                        | Bessie                    |                                                    |
| 1929 | Alibi (Ronda nocturna)                       | Daisy Thomas              |                                                    |
| 1929 | Unaccustomed As We Are                       | Mrs. Hardy                |                                                    |
| 1931 | Chickens Come Home                           | Antiguo amor de Ollie     | Sin créditos                                       |
| 1931 | Fly My Kite                                  | La nueva esposa de Dan    |                                                    |
| 1931 | Come Clean                                   | Kate                      |                                                    |
| 1932 | Their First Mistake                          | Mrs. Arabella Hardy       |                                                    |
| 1932 | Doctor X                                     | Madame del burdel         |                                                    |
| 1933 | Blondie Johnson                              | Mae                       |                                                    |
| 1933 | Lilly Turner                                 | Hazel                     |                                                    |
| 1933 | Sons of the Desert                           | Mrs. Lottie Hardy         | Otro título: Fraternally Yours                     |
| 1934 | Oliver the Eighth                            | Viuda                     | Otro título: The Private Life of Oliver the Eighth |
| 1934 | The Road to Ruin                             | Mrs. Monroe               | Sin créditos                                       |
| 1934 | Going Bye-Bye!                               | La amiga de Butch         |                                                    |
| 1934 | Them Thar Hills                              | Mrs. Hall                 |                                                    |
| 1934 | The Live Ghost                               | Maisie                    |                                                    |
| 1935 | Tit for Tat                                  | Esposa del tendero        |                                                    |
| 1935 | The Fixer Uppers                             | Madame Pierre Gustave     |                                                    |
| 1936 | The Bohemian Girl                            | Mrs. Hardy                |                                                    |
| 1938 | Daughter of Shanghai                         | Lil                       | Sin créditos Otro título: Daughter of the Orient   |
| 1938 | The Buccaneer                                | Pequeño papel             | Sin créditos                                       |
| 1938 | María Antonieta                              | Madame La Motte           | Sin créditos                                       |
| 1941 | Ziegfeld Girl                                | Jenny                     |                                                    |
| 1942 | The Mad Monster                              | Susan                     |                                                    |
| 1946 | The Blue Dahlia                              | Jenny                     | Sin créditos                                       |
| 1946 | The Bride Wore Boots                         | Mujer                     | Sin créditos                                       |